# Mosteiro de Tsar
O Mosteiro de Tsar ou Santa Mãe de Deus de Tsar (em armênio/arménio:  Ծարա Սուրբ Աստվածածին, transl. Tsara Surb Astvacacin) também conhecido como Igreja da Santa Mãe de Deus (em armênio: Սուրբ Աստվածածին եկեղեցի; romaniz.: Surb Astvacacin Ekełecʼi) foi um mosteiro apostólico armênio localizado na vila de Tsar, na província de Shahumian de Artsaque (atualmente ocupada pelo Azerbaijão). Foi construído em 1301 no Principado de Khachen. Foi destruído pelas autoridades azeris durante a era soviética. O mosteiro foi explodido, duas capelas do século XIII foram arrasadas. As pedras elaboradamente gravadas da igreja foram usadas para construir armazéns e agora são visíveis nas fundações dos celeiros construídos pelos azeris.